# Frederik af Anhalt-Harzgerode
Fyrst Frederik af Anhalt-Bernburg-Harzgerode (tysk: Friedrich, Fürst von Anhalt-Bernburg-Harzgerode; født 16. november 1613, død 30. juni 1670) var den første fyrste af det lille tyske fyrstendømme Anhalt-Bernburg fra 1630 til 1670. Han tilhørte fyrsteslægten Askanierne. 